# Винам
Винам (англ. Winam Gulf, Кавирондо, Kavirondo Gulf, Nyanza Gulf) — залив Кении в северо-восточной части озера Виктория в Восточной Африке. Расположен на территории провинции Ньянза. Соединён с озером Виктория узким проливом Русинга (Rusinga Channel) шириной 3 мили (5 км), отделяющим остров Русинга от материка. На южном берегу залива Винам находится широкий полуостров Хома с горой Хома. На северо-восточном берегу залива расположен порт Кисуму, третий по величине кенийский город. Ширина залива 16 миль (25 км), длина 40 миль (64 км). Частью залива являются многочисленные бухты, среди них: бухта Ньякач Nyakach Bay, в которую впадает река Ньяндо (Nyando River), которая течёт через Ахеро, бухты Рури (Ruri Bay) и Ламбве. На берегу залива расположены Кенду-Бей в бухте Кенду, Хома-Бей в бухте Хома, Асембо в бухте Асембо.
В заливе расположены крупные острова Русинга, Мабоко и Ндере и множество мелких островов.